# Bleed the Freak
Bleed the Freak è un singolo del gruppo rock statunitense Alice in Chains, pubblicato nel 1991 ed estratto dall'album Facelift.

## Formazione
- Layne Staley – voce
- Jerry Cantrell – chitarra, cori
- Mike Starr – basso
- Sean Kinney – batteria, percussioni, piano